# Lake Township (comté de Vernon, Missouri)
Lake Township est un township, situé dans le comté de Vernon, dans le Missouri, aux États-Unis,.
Le township est probablement baptisé en référence à un petit lac présent dans ses frontières.

### Source de la traduction
- (en) Cet article est partiellement ou en totalité issu de l’article de Wikipédia en anglais intitulé « Lake Township, Vernon County, Missouri » (voir la liste des auteurs).